# Flightline (VK)

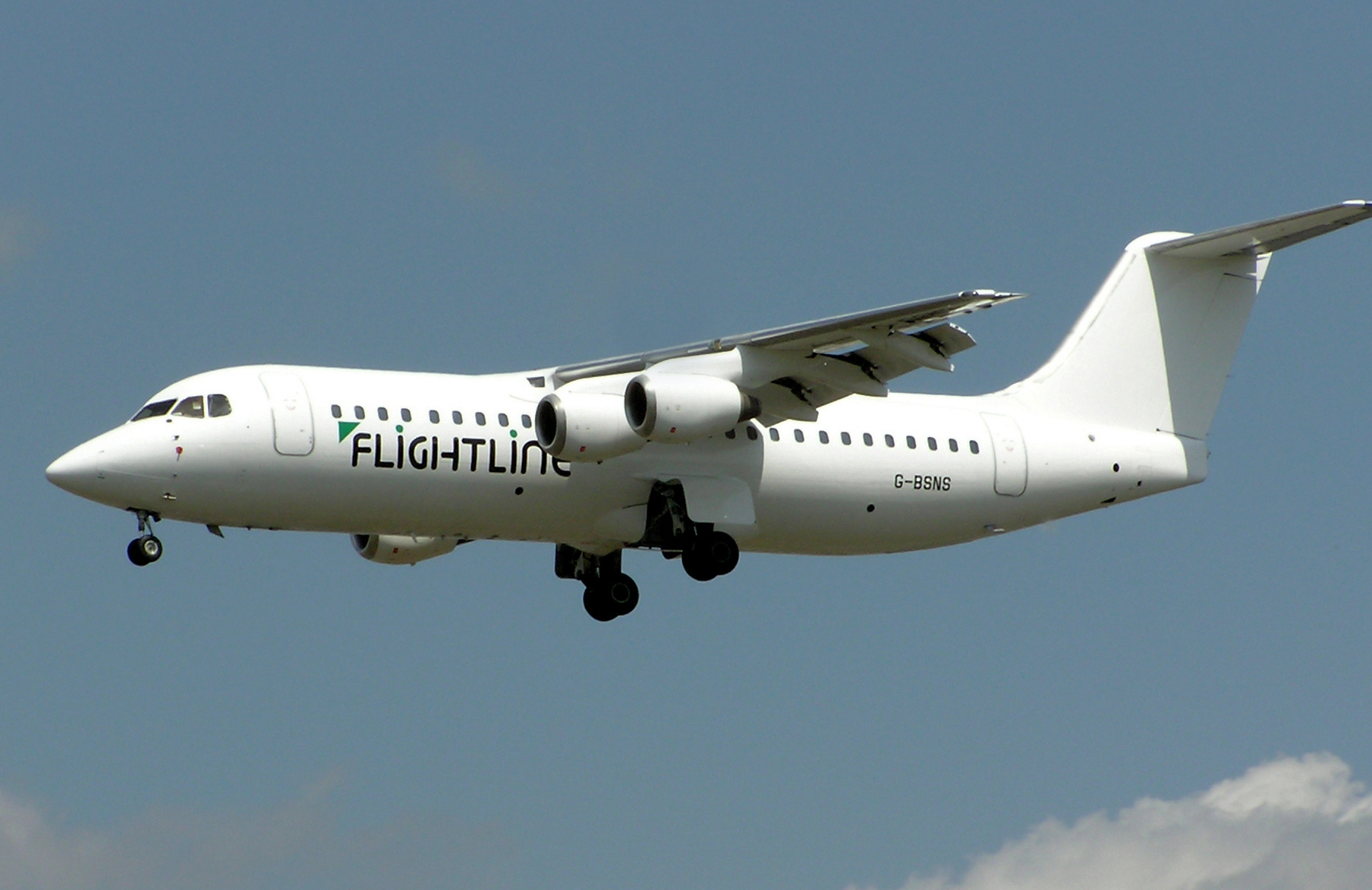
Een vliegtuig van Flightline.

Flightline was een luchtvaartmaatschappij met als thuishaven de Luchthaven London Southend, Verenigd Koninkrijk. Zij leverde chartervluchten, VIP vluchten, vliegtuigverkoop en onderhoudsdienst. Subdiensten werden aan vele andere Europese luchtvaartmaatschappijen verleend. Flightline was gestationeerd op Southend Airport.

## Code informatie
- IATA Code: B5
- ICAO Code: FLT
- Roepletters: Flightline

## Geschiedenis
De luchtvaartmaatschappij werd in april 1989 gesticht en levert diensten vanaf 1990. De luchtvaartmaatschappij werd gesticht om speciale diensten te leveren zoals de aankoop en verkoop van vliegtuigen en onderhoudsdienst voor haar eigen en andere vliegtuigen op Southend Airport. Zij begon  in maart 1992 met vluchten namens Palmair vanaf Bournemouth tot en met 1999 . Flightline was bezit van British Airline Management.

## Luchtvloot
De luchtvloot van Flightline bestond uit (januari 2005):
- 4 BAe 146-200's
- 3 BAe 146-300's